# Жермано де Салес, Жозе
Жозе́ Жермано де Салес (порт.-браз. José Germano de Sales; 25 марта 1942, Консельейру-Пена — 4 октября 1997, Консельейру-Пена) — бразильский футболист, левый нападающий. Брат другого известного игрока — Фио Маравильи.

## Карьера
Жермано родился в Консельейру-Пена в бедной семье. Уже в юности ему приходилось подрабатывать чистильщиком обуви. Жозе начал карьеру в возрасте 16 лет в молодёжном составе клуба «Фламенго»; любопытно, что одновременно с ним в клубе появился Жерсон. 22 декабря 1959 года форвард дебютировал в основном составе команды в матче с клубом «Ривер Плейт» (2:1), где он вышел на замену вместо Энрике Фраде. 10 января, во второй игре за «Менго» против сборной штата Рио-де-Жанейро (0:3), нападающий был удалён с поля. 13 июня 1960 года Жермано забил первый мяч за клуб, поразив ворота ЛАСКа во время турне «Фламенго» по Европе. Игрок выступал за «Менгао» 2 сезона, проведя 87 матчей (48 побед, 20 ничьих и 19 поражений) и забив 17 голов. 17 марта 1962 года Жермано сыграл последний матч в составе команды против «Сан-Паулу» (2:2); в этой же встрече игрок забил последний мяч за клуб. Во «Фламенго» в 1961 году форвард отпраздновал свой первый успех — победу в розыгрыше турнира Рио-Сан-Паулу, в котором игрок провёл 11 матчей и забил один мяч.
В 1962 году Жермано был куплен итальянским «Миланом» за 130 млн лир или 65 млн крузейро. Главный тренер команды Нерео Рокко видел в молодом вингере «подносчика снарядов» для главного форварда команды Жозе Алтафини. 9 сентября игрок дебютировал в составе команды в матче с «Пармой» (1:0). 12 сентября он забил первые два гола за клуб, поразив ворота «Униона» в рамках розыгрыша Кубка европейских чемпионов. 16 сентября он сыграл первый матч в Серии А, где дважды забил «Виченце». В ноябре 1962 года футболист был арендован «Дженоа». Одной из причин назвали желание Доменико Агусты, отца его будущей жены Джованны, «удалить» Жермано из Милана, чтобы их роман не имел продолжения. Другую причину назвал Рокко: «Он хороший игрок, но он не приспособился к духу и стилю нашей игры». 23 декабря бразилец дебютировал в составе генуэзцев в матче с «Миланом», который владел правами на игрока: «россонери» победили 1:0. 27 января игрок забил первый гол за «Дженоа» в матче с «Моденой» (1:1). Всего за клуб игрок сыграл 12 матчей и забил 2 гола.
По окончании сезона в «Дженоа» Жермано возвратился в «Милан». Он не играл за клуб, а затем попал в автомобильную аварию, результатом которой стал перелом челюсти, надолго выведший бразильца из строя. 9 сентября 1964 года игрок сыграл единственный в сезоне и последний матч за «Милан»; в нём «россонери» проиграли «Страсбуру» 0:2. В 1965 году Жермано уехал обратно в Бразилию, где стал игроком «Палмейраса». В этой команде футболист конкурировал за место в основе с Риналдо. За клуб игрок провёл 38 матчей (21 победа, 9 ничьих и 8 поражений) и забил шесть голов. Он выиграл с клубом турнир Рио-Сан-Паулу и чемпионат штата Сан-Паулу. Также футболист сыграл один матч за сборную Бразилии против Уругвая, в котором его команда победила 3:0, а Жермано забил один из голов. В 1966 году игрок возвратился в Европу, подписав контракт со «Стандардом». Там игрок провёл два сезона, а в 1968 году завершил свою карьеру. Игрок тренировался с клубами «Фламенго» и «Ботафого», но «Милан» просил за договор слишком много денег, поэтому он был вынужден завершить карьеру.
В 1997 году он, страдавший сильным ожирением, умер от сердечного приступа.

## Международная статистика
| Матчи Жермано за сборную Бразилии | Матчи Жермано за сборную Бразилии | Матчи Жермано за сборную Бразилии | Матчи Жермано за сборную Бразилии | Матчи Жермано за сборную Бразилии | Матчи Жермано за сборную Бразилии | Матчи Жермано за сборную Бразилии |
| --------------------------------- | --------------------------------- | --------------------------------- | --------------------------------- | --------------------------------- | --------------------------------- | --------------------------------- |
| №                                 | Дата                              | Место проведения                  | Оппонент                          | Счёт                              | Голы                              | Турнир                            |
| 1                                 | 6 мая 1962                        | Сан-Паулу                         | Португалия                        | 2:1                               | -                                 | Товарищеский матч                 |
| 2                                 | 9 мая 1962                        | Рио-де-Жанейро                    | Португалия                        | 1:0                               | -                                 | Товарищеский матч                 |
| 3                                 | 7 сентября 1965                   | Белу-Оризонти                     | Уругвай                           | 3:0                               | 1                                 | Товарищеский матч                 |

## Достижения
- Победитель турнира Рио-Сан-Паулу: 1961, 1965
- Обладатель Кубка европейских чемпионов: 1962/1963
- Чемпион штата Сан-Паулу: 1966
- Обладатель Кубка Бельгии: 1966, 1967

## Личная жизнь
Во время выступления в Италии Жермано познакомился с графиней Джованной Агусте, наследнице богатой и известной семьи. Он предложил ей выйти замуж. Сама семья, в роду которой никогда не было чернокожих, была строго против этого брака. Под давлением семьи, Жермано был вынужден покинуть Италию и вернуться в Бразилию. В частности, её отец, предприниматель Доменико Агуста, отказал семье в своём благословении, несмотря на уже известную беременность дочери. Сама же Джованна заявила: «Я всегда предпочитала чёрных белым. Я нашла в нём что-то, как доброту, превосходящую мою, так и, прежде всего, историю любви». У пары родилась дочь, которую назвали Джована Клара Мария Жермано (Лулу). Они поженились 17 июня 1967 года в маленькой часовне на окраине Льежа, где в то время играл футболист. В 1970 году Жермано и Джованна развелись. Бразилец назвал всю эту историю «невозможной любовью». Позже он возвратился в Бразилию, где купил ферму. Он женился на Бернардине Илиде Феррейра, с которой у экс-футболиста родилось двое детей.